# ابراهیم احمد
ابراهیم احمد (۶ مارس ۱۹۱۴–۸ آوریل ۲۰۰۰) از نویسندگان کردزبان اهل عراق و از رهبران جنبش کردستان عراق بود. او پدر هیرو ابراهیم احمد (همسر جلال طالبانی ریس جمهور پیشین عراق) و شاناز ابراهیم احمد (همسر عبداللطیف رشید رئیس جمهور فعلی عراق) است.
کتاب‌های درد ملت (رمان کردی)، «بینوایی» و کردها و عرب‌های او معروفند.

## زندگی
ابراهیم احمد در سال ۱۹۱۴ میلادی در سلیمانیه عراق زاده شد و در سال ۱۹۳۷ در رشته حقوق از دانشگاه بغداد دانش‌آموخته شد. وی در سال‌های ۱۹۴۲ تا ۱۹۴۴ حاکم شهر اربیل بود.
از سال ۱۹۳۹ تا ۱۹۴۹ با همکاری علاءالدین سجادی گاهنامهٔ گلاویژ را منتشر کرد در سال ۱۹۴۴ به خاطر کارشکنی‌های دولتی علیه این نشریه، از کار دولتی کناره گرفت.
ابراهیم احمد از سال ۱۹۴۹ به مدت دو سال در زندان بغداد به‌سر برد و دو سال نیز در کرکوک تحت نظارت شهربانی عراق قرار داشت.

## آثار ابراهیم احمد
- از وی نوشتارها و سروده‌های زیادی در گاهنامه‌های کردی گلاویژ، هوار و ژیان و چند نشریه عربی به چاپ رسیده‌است.
- فیلمی هم با بر اساس رمان ژانی گه‌ل در سال ۱۳۸۵ ساخته شده‌است.[۲]

### رمان‌ها
- ژانی گه‌ل (درد ملت)
- دڕک و گوڵ (خار و گل)
- ئاوات و ناهومێدی (امید و ناامیدی)
- کوێرەوەری (بدبختی)
- مجموعه اشعار
- هه‌رزه‌کاری و هه‌ژاری (جوانی و فقر)، منتشرنشده
- ژیان و خه‌بات (زندگی و مبارزه)، منتشرنشده